# Armin Laschet
Armin Laschet (* 18. února 1961 Cáchy) je německý politik, člen Křesťanskodemokratické unie (CDU) a poslanec spolkového sněmu. Od ledna 2021 do ledna 2022 byl devátým spolkovým předsedou CDU, nahradil tak odcházející Annegret Kramp-Karrenbauerovou. Mezi 27. červnem 2017 a 26. říjnem 2021 byl ministerským předsedou německé spolkové země Severní Porýní-Vestfálsko. Vedl vládu složenou ze zástupců jeho strany a strany Svobodných demokratů (FDP).

## Původ a studium
Laschet vyrostl se třemi mladšími bratry v katolické rodině v Cáchách (německy Aachen), ve čtvrti Burtscheid. Jeho otec Heinz Laschet (* 1934) byl zprvu horník v dole Anna v Alsdorfu. Později byl přeškolen a stal se ředitelem základní školy v Aachenu.
Armin Laschet složil v roce 1981 maturitu na biskupském gymnáziu v Aachenu. Poté studoval právo a státní vědy v Mnichovské univerzitě a v roce 1987 složil první právnickou státní zkoušku. Dále ve studiu práv nepokračoval, protože začal pracovat jako novinář.

## Novinářská činnost a soukromý život
V letech 1986 až 1991 byl Laschet korespondentem soukromé rozhlasové stanice Radio Charivari v Bonnu a spolupracovníkem Bavorské televize. Souběžně s tím byl vědeckým poradcem tehdejší předsedkyně Německého spolkového sněmu Rity Süssmuthové (CDU), rovněž v Bonnu. V letech 1991–1994 byl šéfredaktorem katolických novin KirchenZeitung Aachen. Poté pracoval jako ředitel vydavatelství Einhard. Je členem Evropské akademie věd a umění.
Armin Laschet je ženatý se Susanne Laschetovou, roz. Malangré, která je povoláním knihkupec. Manželé mají spolu tři dospělé děti a bydlí v Aachenu ve čtvrti Burtscheid.

## Politická kariéra

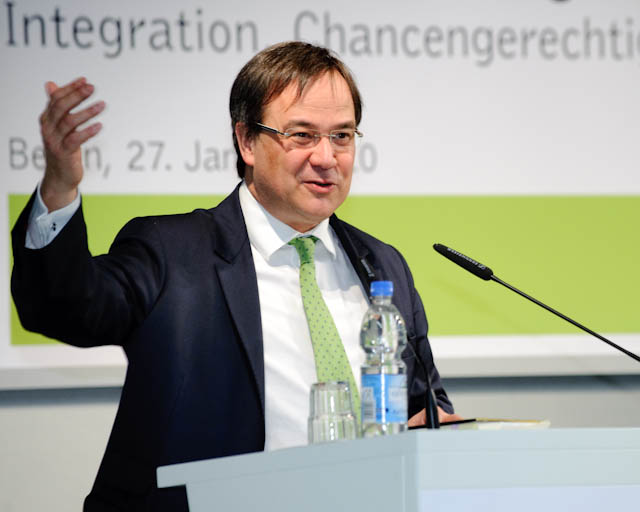
Armin Laschet jako ministr pro integraci v Severním Porýní-Vestfálsku v roce 2010

Do CDU vstoupil jako osmnáctiletý student gymnázia v roce 1979. Od roku 2008 je členem spolkového představenstva strany. 30. června 2012 byl zvolen předsedou strany v Severním Porýní-Vestfálsku. Znovu zvolen do této funkce byl 26. dubna 2014. V době koronavirové pandemie byl na digitálně organizovaném 33. sjezdu CDU dne 16. ledna 2021 zvolen předsedou této strany (v druhém kole volby získal 521 hlasů z 991), když ve druhém kole volby porazil Friedricha Merze; on-line volba byla 2. ledna téhož roku potvrzena korespondenčním hlasováním delegátů.

### Volby do spolkového sněmu 2021
Po volbách do spolkového sněmu v září 2021, ve kterých CDU/CSU přišla oproti volbám v roce 2017 o 8,8 % hlasů a skončila druhá za sociálními demokraty, nevyloučil přenechání předsednictví CDU někomu jinému, pokud by jeho osoba měla být překážkou k sestavení „jamajské koalice“. V říjnovém průzkumu veřejného mínění agentury Infratest dimap 78 % všech dotázaných (mezi voliči CDU 54 %) odpovědělo, že Laschet by nebyl dobrým kancléřem a 82 % bylo nespokojeno s jeho politickým působením. Jak dříve uvedl v návaznosti na zisk mandátu ve spolkovém sněmu, 26. října 2021 rezignoval z vedení CDU Severního Porýní-Vestfálska a tím i na předsednictví vlády zemského sněmu. Nahradil jej jím vybraný Hendrik Wüst.